# Avril Dunleavy
Avril Dunleavy (1992) è un'ex sciatrice alpina statunitense.

## Biografia
Attiva in gare FIS dall'agosto del 2007, la Dunleavy ha gareggiato prevalentemente in Nor-Am Cup, dove ha esordito il 30 novembre 2009 ad Aspen in slalom gigante (33ª), ha ottenuto il miglior piazzamento il 28 febbraio 2010 nella medesima località in supercombinata (12ª) ed è stata per l'ultima volta al via il 30 novembre 2011, ancora ad Aspen in slalom gigante (35ª).
Si è ritirata durante la stagione 2013-2014 e la sua ultima gara è stata uno slalom gigante universitario disputato il 10 gennaio a Stowe, chiuso dalla Dunleavy al 12º posto; in carriera non ha debuttato in Coppa del Mondo né preso parte a rassegne olimpiche o iridate.

## Palmarès

### Nor-Am Cup
- Miglior piazzamento in classifica generale: 77ª nel 2010

### Campionati statunitensi
- 1 medaglia:
  - 1 bronzo (slalom speciale nel 2013)